# 日本聾話学校
日本聾話学校（にっぽんろうわがっこう）は、東京都町田市野津田町並木にある私立特別支援学校。現存する中では日本最古の私立聾学校である。設置法人は学校法人日本聾話学校。キリスト教学校教育同盟加盟校。伝統的に聴覚口話法（現在は「聴覚主導の教育」と独自に標榜）を用いていることでも知られる。

## 特色
日本聾話学校は1920年（大正9年）の創立であるが、創立のきっかけとなったのは、米国長老派教会の宣教師として東京の明治学院に赴任していたオーガスト・K・ライシャワー博士（エドウィン・O・ライシャワー駐日米国大使の父）の長女フェリシアが、熱病のために幼くして聴力を失ったことによる。
ライシャワー博士夫妻は官立東京聾唖学校（現在の筑波大学附属聴覚特別支援学校）の小西信八校長を訪ね、娘の教育について相談した。当時の日本の聾学校は手話法で行われていたが、小西校長はライシャワー博士夫妻に米国に帰って口話法による教育を受けさせるよう助言した。そして日本にも口話法の聾学校を作ってほしいと依頼した。小西校長の助言と依頼を受けてヘレン・O・ライシャワー夫人は3歳になったフェリシアを連れて帰米、シカゴの州立師範学校付属小学校の聾口話部に入学させた。ヘレン夫人自身も同校師範部で口話法による教育法を学んだ。その後、ライシャワー博士夫妻はこの教育法を日本に広めるために、聾教育の経験を持つ女性宣教師ロイス・F・クレーマーとともに、1920年（大正9年）4月、牛込福音教会で日本で最初の口話法聾学校を開いた。開校時の日本人教員は2人であったが、その1人、幼稚部主任教諭・畑足子が1922年（大正11年）から2年間、米国のクラーク聾学校師範部へ留学した。畑足子がクラーク聾学校で学んだ教育法は日本聾話学校全教員に伝えられた。このように米国から導入した口話法による教育実践は西川吉之助、橋村徳市らの活動と並び、戦前の日本の聾教育に影響を与えた。 
第二次世界大戦後、同校は大嶋功校長のリーダーシップの下、補聴器の活用と早期教育に先駆けて取り組み、日本の聾教育におけるパイオニア的役割を担った。町田市に移転した現在もキリスト教精神に基づき、教育オージオロジーによる補聴環境の徹底を図りながら、耳を活用した「対話」による教育を展開している。人工内耳を装用した子どもの教育の場の一つとしても注目されている。また「乳幼児部」として、0歳からの未就学聴覚障害児とその親への育児助言、サポートを目的とした難聴幼児通園施設「ライシャワ・クレーマ学園」を併設している。

## 沿革
- 1920年 - 東京牛込福音教会会堂で開校。
- 1923年 - 東京府から聾唖学校として認可される。
- 1926年 - 荏原郡松沢村に校舎を新築移転。
- 1929年 - 中等部新設。
- 1933年 - 盲学校及び聾学校令による聾唖学校としての認可を受ける。
- 1944年 - 財団法人日本聾話学校の設立が認可される。
- 1948年 - 聾教育、盲教育が義務制となる。東京都と教育委託契約を結ぶ。
- 1951年 - 学校法人へ組織変更が認可される。
- 1953年 - 幼稚部校舎新築。
- 1968年 - 町田市へ移転。
- 1977年 - 難聴幼児通園施設「ライシャワ・クレーマ学園」開設。